# Shounen Keniya
Shounen Keniya (少年ケニヤ?, Shōnen Keniya), noto con il titolo internazionale Kenya Boy, è un manga scritto da Souji Yamakawa.
Il manga è stato serializzato sul Sankei Shimbun, dal 7 ottobre 1951 al 4 ottobre 1955, in 20 tankōbon. Si rivelò un successo, e da esso è stata tratta una serie televisiva, andata in onda su NET, l'attuale TV Asahi, dal 4 maggio 1961 all'8 febbraio 1962, tutti i giovedì, dalle 18:15 alle 18:45. È stato infine prodotto un film in versione anime, proiettato nei cinema giapponesi il 10 marzo 1984 e distribuito da Toei Animation.

## Trama
Nel 1941, durante la seconda guerra mondiale, Wataru Murakami, un ragazzo di undici anni, va in Africa con il padre commerciante, Daisuke Murakami. I britannici, nemici dei giapponesi, prendono però in ostaggio il padre del ragazzo.
Il giovane è quindi costretto a fuggire. Durante la fuga, salva la vita a Zega, un anziano capovillaggio masai, che decide di aiutarlo nella ricerca di suo padre.
Passano gli anni e, dopo varie avventure, Wataru incontra Kate, una giovane ragazza che alcune popolazioni indigene ritengono una dea. Il gruppo dovrà quindi continuare per aiutare il ragazzo a raggiungere il suo obiettivo.

## Personaggi
Wataru Murakami è il protagonista della serie. È doppiato da Ryōichi Takayanagi, e da Junichirō Katagiri da giovane.
Kate è la protagonista femminile della serie. È doppiata da Tomoyo Harada.
Zega è il coprotagonista della serie. È doppiata da Chikao Ōtsuka.
Daisuke Murakami è il padre di Wataru. È doppiato da Makio Inoue.
Yoko Murakami è la madre di Wataru. È doppiata da Eiko Masuyama.
Agera è doppiato da Hidekatsu Shibata.
Gure è doppiato da Kenji Utsumi.
Von Gerchin è doppiato da Ichirō Nagai.
Stein è doppiato da Jōji Yanami.
Wakagi è doppiato da Kaneto Shiozawa.